# Serbia la Jocurile Olimpice
Serbia a participat la Jocurile Olimpice pentru prima dată ca Regatul Serbiei la ediția din 1912 de la Stockholm, apoi ca parte Iugoslaviei și a Serbiei și Muntenegru. Începând cu Jocurile Olimpice de vară din 2008 de la Beijing a participat din nou ca țară independentă. Codul CIO este SRB.

## Medalii după olimpiadă

### Medalii la Jocurile de vară
| Ediție              | Sportivi                                               | Aur                                                    | Argint                                                 | Bronz                                                  | Total                                                  | Loc                                                    |
| Stockholm 1912      | 3                                                      | 0                                                      | 0                                                      | 0                                                      | 0                                                      | –                                                      |
| 1920–1988           | ca parte a Iugoslaviei (YUG)                           | ca parte a Iugoslaviei (YUG)                           | ca parte a Iugoslaviei (YUG)                           | ca parte a Iugoslaviei (YUG)                           | ca parte a Iugoslaviei (YUG)                           | ca parte a Iugoslaviei (YUG)                           |
| Barcelona 1992      | ca parte a Participanților Olimpici Independenți (IOP) | ca parte a Participanților Olimpici Independenți (IOP) | ca parte a Participanților Olimpici Independenți (IOP) | ca parte a Participanților Olimpici Independenți (IOP) | ca parte a Participanților Olimpici Independenți (IOP) | ca parte a Participanților Olimpici Independenți (IOP) |
| 1996–2004           | ca parte a Serbiei și Muntenegru (SCG)                 | ca parte a Serbiei și Muntenegru (SCG)                 | ca parte a Serbiei și Muntenegru (SCG)                 | ca parte a Serbiei și Muntenegru (SCG)                 | ca parte a Serbiei și Muntenegru (SCG)                 | ca parte a Serbiei și Muntenegru (SCG)                 |
| Beijing 2008        | 92                                                     | 0                                                      | 1                                                      | 2                                                      | 3                                                      | 61                                                     |
| Londra 2012         | 115                                                    | 1                                                      | 1                                                      | 2                                                      | 4                                                      | 42                                                     |
| Rio de Janeiro 2016 |                                                        |                                                        |                                                        |                                                        |                                                        |                                                        |
| Tokyo 2020          |                                                        |                                                        |                                                        |                                                        |                                                        |                                                        |
| Total               | Total                                                  | 1                                                      | 2                                                      | 4                                                      | 7                                                      | 87                                                     |

### Medalii la Jocurile Olimpice de iarnă
| Ediție           | Sportivi                               | Aur                                    | Argint                                 | Bronz                                  | Total                                  | Loc                                    |
| 1924–1992        | ca parte a Iugoslaviei (YUG)           | ca parte a Iugoslaviei (YUG)           | ca parte a Iugoslaviei (YUG)           | ca parte a Iugoslaviei (YUG)           | ca parte a Iugoslaviei (YUG)           | ca parte a Iugoslaviei (YUG)           |
| 1994–2006        | ca parte a Serbiei și Muntenegru (SCG) | ca parte a Serbiei și Muntenegru (SCG) | ca parte a Serbiei și Muntenegru (SCG) | ca parte a Serbiei și Muntenegru (SCG) | ca parte a Serbiei și Muntenegru (SCG) | ca parte a Serbiei și Muntenegru (SCG) |
| Vancouver 2010   | 10                                     | 0                                      | 0                                      | 0                                      | 0                                      | –                                      |
| Soci 2014        | 8                                      | 0                                      | 0                                      | 0                                      | 0                                      | –                                      |
| Pyeongchang 2018 |                                        |                                        |                                        |                                        |                                        |                                        |
| Beijing 2022     |                                        |                                        |                                        |                                        |                                        |                                        |
| Total            | Total                                  | 0                                      | 0                                      | 0                                      | 0                                      | –                                      |